# Siedem narzeczonych
Siedem narzeczonych  (ang. Seven Girlfriends) – komedia romantyczna powstała w 1999 roku w USA.
W filmie głównego bohatera gra Tim Daly, znany z takich seriali jak: Skrzydła, czy Prywatna praktyka.
W filmie Siedem narzeczonych Daly wciela się w postać Jessego, którego wszystkie związki się rozpadają. W celu odkrycia, czemu tak się dzieje, Jesse postanawia odnaleźć swoje byłe dziewczyny by dowiedzieć się co robi nie tak.

## Główne role
- Laura Leighton - Anabeth
- Tim Daly - Jesse
- Olivia d’Abo - Hannah
- Neal Lerner - Manny
- Arye Gross - Roman
- Kathleen Freeman - Pani Hargrove
- Lindsay Sloane - Daphne
- Michael B. Silver - Joe
- Mimi Rogers - Marie
- Katy Selverstone - Peri
- Alan F. Smith - Petruchio
- Stephanie Erb - Zoe